# 賓
賓（ひん）は、漢姓の一つ。

## 中国の姓
2020年の中華人民共和国の統計では人数順の上位100姓に入っておらず、台湾の2018年の統計では420番目に多い姓で、245人がいる。

## 朝鮮の姓
賓（ひん、ピン、朝: 빈）は、朝鮮人の姓の一つである。

### 著名な人物
- 賓址泰（朝鮮語版） - 韓国の政治家。慶尚南道議会議員。

### 氏族
寿城は達城の昔の名前で、現在の寿城、達城、大邱は達城賓氏として一本化された。達城賓氏は霊光賓氏に比べて人口数が圧倒的に多く、賓氏の大部分は達城賓氏といわれる。
賓氏は本来中国の姓氏でとして周朝の景王の時大夫だった骨周がおり、魯に牟賈という孔子の弟子があった。達城賓氏の始祖は賓宇光である。彼は牟賈の後裔で、宋朝の翰林学士だったが、宋の国が亡びると貴重な書籍を持って高麗に帰化したと伝わる。
| 氏族（地域） | 創始者                           | 人数（2015年） |
| ------------ | -------------------------------- | -------------- |
| 慶州賓氏     |                                  | 262            |
| 光陽賓氏     |                                  | 11             |
| 南原賓氏     |                                  | 141            |
| 達城賓氏     | 中国の宋朝の翰林学士だった賓宇光 | 1,660          |
| 大邱賓氏     |                                  | 2,524          |
| 密陽賓氏     |                                  | 749            |
| 報恩賓氏     |                                  | 25             |
| 寿城賓氏     |                                  | 24             |
| 水原賓氏     |                                  | 11             |
| 義城賓氏     |                                  | 90             |
| 日本賓氏     |                                  | 9              |
| 済州賓氏     |                                  | 5              |
| 中国賓氏     |                                  | 10             |
| 晋州賓氏     |                                  | 12             |
| 海州賓氏     |                                  | 5              |
| 海平賓氏     |                                  | 10             |
| 華山賓氏     |                                  | 6              |

### 人口と割合
| 年度   | 人口    | 世帯数 | 順位         | 割合 |
| ------ | ------- | ------ | ------------ | ---- |
| 1960年 | 2,186人 |        | 258姓125位   |      |
| 1985年 | 2,647人 |        | 274姓中136位 |      |
| 2000年 |         |        |              |      |
| 2015年 | 5,593人 |        |              |      |